# Leucomium strumosum
Leucomium strumosum är en bladmossart som beskrevs av Mitten 1869. Leucomium strumosum ingår i släktet Leucomium och familjen Hypnaceae. Inga underarter finns listade i Catalogue of Life.